# Neustosaurus gigondarum
Neustosaurus gigondarum Raspail, 1842 è un rettile marino estinto, appartenente ai crocodilomorfi. Visse nel Cretaceo inferiore (Valanginiano, circa 140 - 136 milioni di anni fa) e i suoi resti fossili sono stati ritrovati in Europa (Francia).

## Descrizione
Tutto ciò che si conosce di questo animale è la parte posteriore del tronco e alcune vertebre caudali. Non è quindi possibile una ricostruzione dettagliata, ma dal confronto con le ossa di animali simili si può supporre che Neustosaurus fosse un animale piuttosto diverso dagli attuali coccodrilli: dovevano essere presenti quattro corti arti modificati in strutture simili a pagaie, di cui il paio anteriore era di dimensioni molto ridotte. Si suppone che il cranio fosse allungato e dotato di denti conici e appuntiti.

## Classificazione
Neustosaurus è stato descritto inizialmente nel 1842, sulla base di scarsi resti fossili provenienti dalla zona di Gigondas, in Francia. I fossili, risalenti all'inizio del Cretaceo, sono stati attribuiti ai metriorinchidi, un gruppo di rettili affini ai coccodrilli ma dotati di notevoli specializzazioni per la vita acquatica. In ogni caso, poiché l'identificazione dei diversi generi di metriorinchidi sulla base di soli materiali postcranici è molto difficile, Neustosaurus è stato oggetto di una classificazione confusa. Nel corso del tempo, i fossili di questo animale sono stati attribuiti al genere Dakosaurus (Buffetaut, 1982), al genere Geosaurus (Piveteau, 1928) o sono stati considerati privi di valore diagnostico. Secondo studi più recenti (Young e Andrade, 2009) Neustosaurus è un nomen dubium, ma nuovi fossili potrebbero confermare l'identità di Neustosaurus con il genere Cricosaurus, descritto successivamente e basato su esemplari più completi. Di conseguenza, il nome corretto dei fossili attribuiti al genere Cricosaurus potrebbe essere Neustosaurus. In ogni caso, Neustosaurus è considerato uno degli ultimi metriorinchidi sopravvissuti.